# Skånska Ingenjörsklubben
Skånska Ingenjörsklubben är en i Malmö 1887 bildad ingenjörsförening.
Bland Skånska Ingenjörsklubbens grundare märks Rudolf Fredrik Berg, Henrik Holmberg, Frans Henrik Kockum d.y., Oscar Lundberg, Oscar Lundholm, Fredrik Arvidsson Posse och Hjalmar Wessberg. Skånska Ingenjörsklubben har numera lokaler i anslutning till Tekniska museet i Malmö.
Skånska Ingenjörsklubben bildades i samband med den starka tekniska utvecklingen under senare delen av artonhundratalet. Stora industrier etablerades och kommunikationerna till lands och sjöss byggdes ut och moderniserades. Personerna som ledde detta startade ingenjörsföreningen för att främja ingenjörskonsten och samhällsutvecklingen i södra Sverige.
Klubben var tidigt mycket aktiv i att stödja och utveckla ingenjörsutbildningen vid Tekniska Elementarskolan i Malmö, som var Sveriges första tekniska läroverk. En betydande del av klubbens verksamhet bestod också från början av föredrag och studiebesök för vidareutbildningen av yrkesverksamma ingenjörer. 
Under senare delen av nittonhundratalet finansierade och byggde klubben Tekniska Museet i Malmö, som sedan donerades till Malmö Stad. Klubben arbetade också enträget mot målet att det skulle byggas en teknisk högskola i Lund och lyckades så småningom övertyga berörd myndighet. Lunds Tekniska Högskola byggdes och många intressanta aktiviteter har tillkommit genom samarbetet mellan högskolan och ingenjörsklubben.
Medlemmarna som sökt sig till klubben är och var yrkesverksamma vid stora såväl som mindre företag från Höganäs till Trelleborg och även vid kommunala tekniska avdelningar och tekniska läroverk. Dessutom kommer många medlemmar från företag som arbetar med konsulterande ingenjörsverksamhet. Även professorer och lektorer från LTH är medlemmar och tar en aktiv del i klubbens verksamhet. Vid klubbens hundraårsjubileum 1987 var drygt 2.100 personer medlemmar. 
Klubbens verksamhet omfattar numera vanligen föredrag och studiebesök. Behovet av ingenjörens vidareutbildning i kärnämnen har minskat kraftigt i takt med utbyggnaden av utbildningssystemen och på senare år även tillgången till material via Internet. Verksamhetens inriktning har därför blivit mera tvärteknisk kring aktuell utveckling och nya trender. Det sociala och yrkesmässiga nätverket utgör en viktig del för att främja klubben syfte att stärka ingenjörskonsten och samhällsutvecklingen i Skåne.